# 韦昌辉

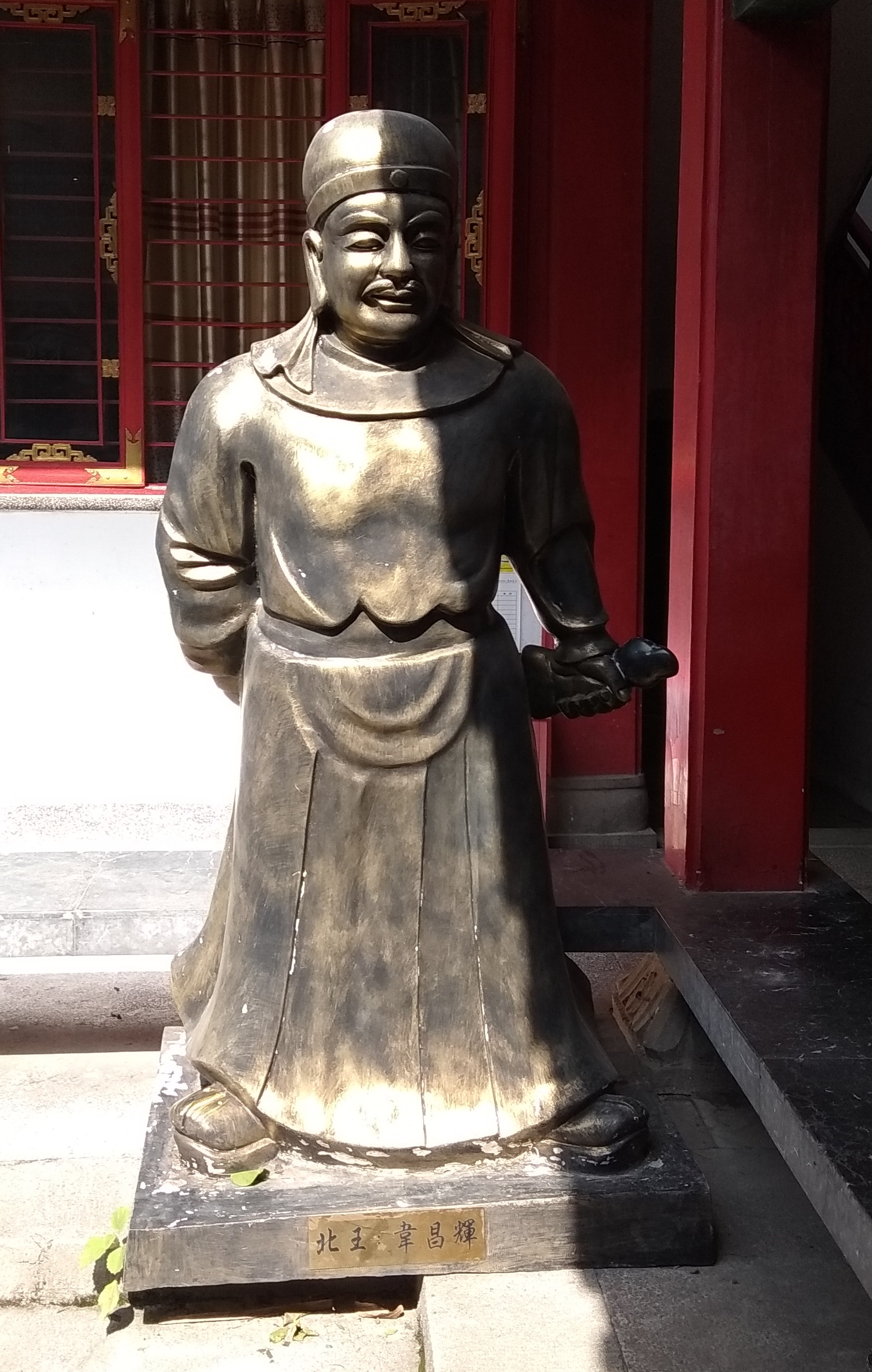
桂林太平天国纪念馆陈列的韦昌辉铜像

韦昌辉（1823年或1826年—1856年），名正，字昌辉，以字行，广西桂平金田村人，生員。是太平天国早期重要的领导人之一。是天京之變的重要人物，殺死東王楊秀清，又將意見不同的翼王石達開之親族人等一律殺害。最後因濫殺而引致石達開等太平軍諸侯對他的不滿，被殺。
其封号全称為「真天命太平天国后护又副军师北王六千岁」。

## 生平
韋昌輝出身于富農家庭，其父韋元玠有水田約260畝。昌輝多次以「韋正」之名，應考科舉，可是每次都落第，元玠後來為昌輝捐納監生。1848年，韋昌輝加入拜上帝會，後來元玠也信了教，傾盡家財資助拜上帝會。

## 金田起義後
1851年1月金田起义後，韋正式以其字為名，稱韦昌辉，被封「後護又副軍師」，領「右軍主將」，12月在「永安封王」時被天王洪秀全加封为五王中的北王，称六千岁。1853年時，韋昌輝負責首都天京的防務。1854年北殿右二承宣張子朋激發水營嘩變（張子朋隨胡以晃西征上江，卻為了爭奪船隻，毆打水營兵士多人），東王楊秀清因此事杖責韋昌輝，加上其它事件，昌輝對秀清心存不滿，卻不敢表露出來，在楊秀清面前“尚有驚恐之心，不敢十分多言”。

## 死亡
杨秀清平日性情高傲，韦昌辉屡受其辱，韋昌輝的族兄因為跟杨秀清的妻舅爭執而惹怒杨秀清，杨秀清迫韦昌辉把族兄車裂。杨秀清又“逼天王親到東王府封其萬歲”。咸丰六年（1856年）約8月時，洪秀全密詔韋昌輝等人誅殺東王楊秀清，引發不久後的“天京之变”。八月初三日（9月1日），韋昌輝率三千精兵到達天京，當夜在城外與燕王秦日綱會合，初四日（9月2日）凌晨突襲東王府，楊秀清及其家人被殺，韦昌辉在杀死杨秀清之前，曾当面对他说：“尔欲夺位，我奉二哥令杀尔。”楊秀清的部屬及他們的家人亦被大量屠殺，總計被殺的官民“前后所戮不下三万人”。11月，翼王石達開抵達天京後，責備韋昌輝濫殺，二人不歡而散，石達開當夜逃出城外，韋昌輝其後盡殺翼王府中家屬及部屬。石達開從安慶起兵討伐韋昌輝，此時在天京以外的太平軍大多支持石達開，韋昌輝在勢急下攻打天王府，最终败于效忠天王的将士及东王馀众，韦昌辉被殺，“支解之，割其肉方二寸许，悬城中各栅”，死後被革除爵位。在此期间，韦昌辉因为怕石达开占据制高点大报恩寺向城内发起炮轰，遂下令毁掉该中古世界七大奇迹之一的大报恩寺。